# Light Strike Vehicle
Light Strike Vehicle (LSV) представляет собой улучшенную версию Desert Patrol Vehicle (DPV), которую она заменила. Хотя обычные американские военные заменили свои DPV на Humvee, группы специальных операций приняли на вооружение LSV из-за его небольшого размера и высокой мобильности. Он является частью семейства легких ударных машин, переносимых внутри страны (ITV-LSV). Используется для быстрых рейдов в стиле «бей и беги», разведывательных миссий, поддержки спецназа и партизанской войны низкой интенсивности.

## Конструкция

### Контрмеры
LSV полностью небронирован и, следовательно, не обеспечивает защиты от огня стрелкового оружия. Водитель и пассажиры сидят бок о бок впереди, а стрелок сидит на приподнятом заднем центральном сиденье перед двигателем. Сиденье наводчика может вращаться для управления 7,62.мм единого пулемёта.

### Мобильность
Возможна транспортировка внутри страны транспортными вертолетами CH-47 или CH-53. Новый ALSV имеет более традиционный внешний вид и отличается от оригинальных версий.

### Вооружение
7,62 мм единый пулемёт (M60 или M240) устанавливается лицом назад на задней части двигателя. Если установлен ПТРК TOW, он заменяет третьего пассажира и каркас безопасности. Два противотанковых гранатомёта AT4 иногда устанавливаются лицом вперед на дугах каркаса безопасности (по одному с каждой стороны) над водителем.

## Операторы

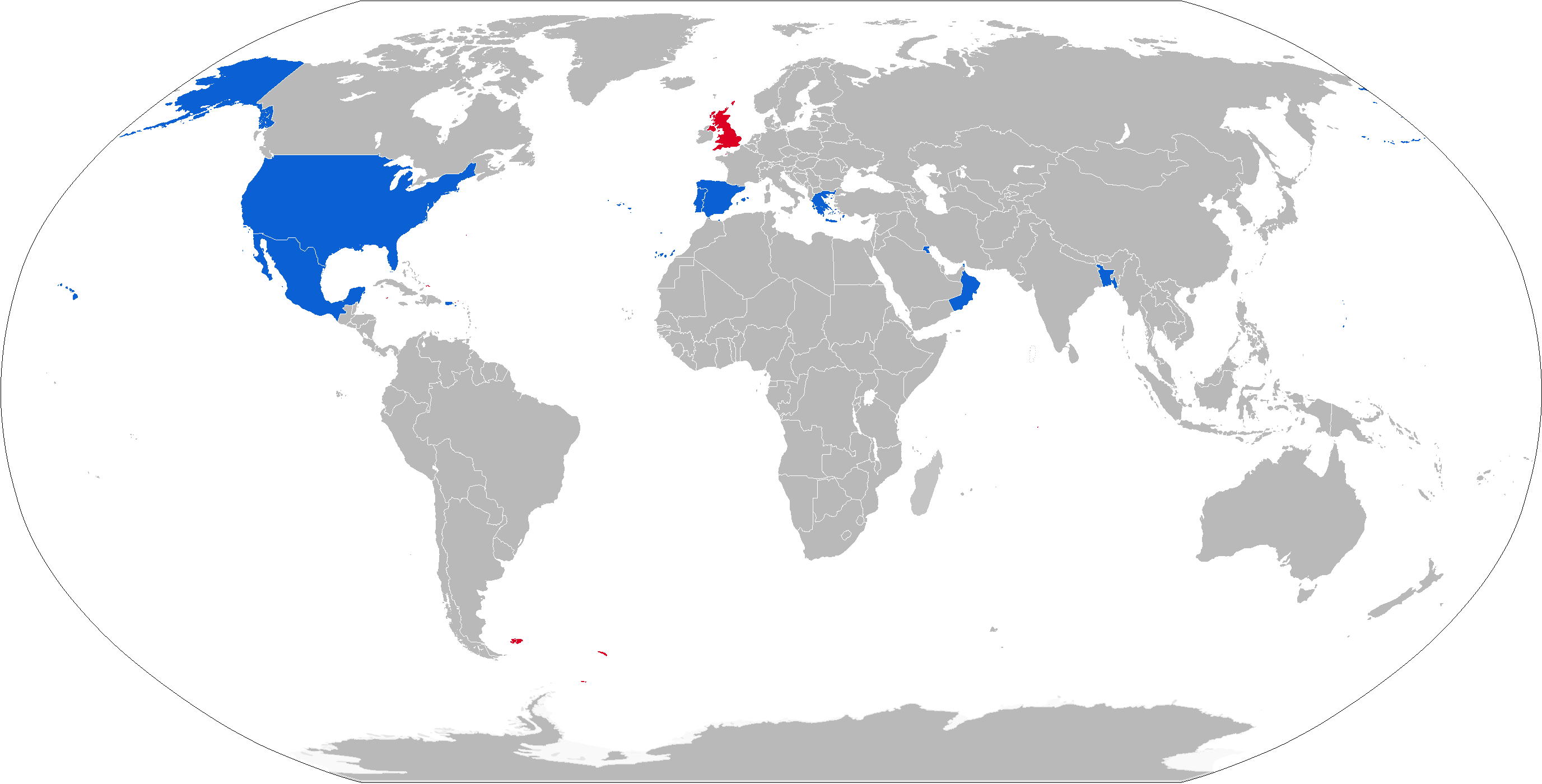
Карта с операторами LSV. Текущие операторы отмечены синим цветом, а бывшие операторы — красным.

В отличие от DPV, LSV имеет экспортный успех и позиционируется как легкая боевая машина. Модель текущего поколения — ALSV, где буква «А» означает «advanced» (продвинутый). В настоящее время он используется Корпусом морской пехоты США, армией США, флотом США и вооруженными силами Греции, Мексики, Омана, Португалии и Испании. Великобритания списала свои LSV в середине 1990-х годов.

### Текущие операторы
- Бангладеш
- Греция
- Кувейт
- Мексика
- Оман
- Португалия
- Испания
- США

### Бывшие операторы
- Великобритания